# 常盤平站
常盤平站（日语：／ Tokiwadaira eki */?）是一個位於日本千葉縣松戶市常盤平，屬於京成電鐵松戶線的鐵路車站。車站編號是KS83。

## 歷史
站名為常盤平站，但經常被寫錯為常磐平站。
- 1955年（昭和30年）4月21日：作為金作站開業。
- 1960年（昭和35年）2月1日：改名為常盤平站。

## 車站結構
島式月台1面2線的地面車站，設有跨站式站房。

### 月台配置
| 月台 | 路線   | 方向 | 目的地                                           |
| ---- | ------ | ---- | ------------------------------------------------ |
| 1    | 松戶線 | 下行 | 新鎌谷、北習志野、新津田沼、京成津田沼、千葉方向 |
| 2    | 松戶線 | 上行 | 八柱、松戶方向                                   |

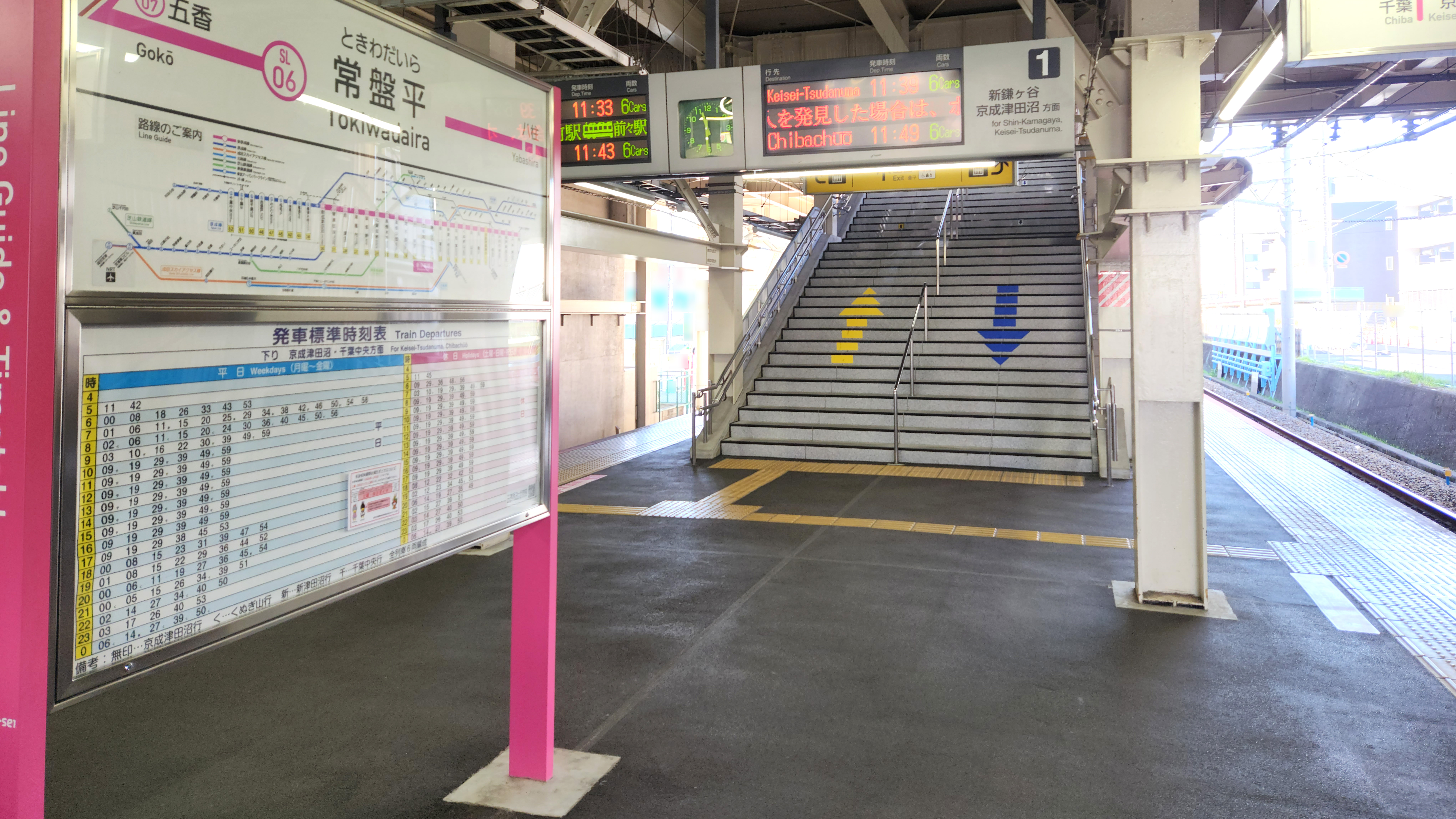
車站月台（2023年1月1日）

## 使用情況
2018年度的一日平均上下車人次為18,874人，在新京成線（当时）內排行第8位。
近年的一日平均上車人次推移如下表。
| 年度               | 一日平均 上車人次 |
| ------------------ | ----------------- |
| 2007年（平成19年） | 8,917             |
| 2008年（平成20年） | 9,078             |
| 2009年（平成21年） | 8,986             |
| 2010年（平成22年） | 8,978             |
| 2011年（平成23年） | 8,878             |
| 2012年（平成24年） | 9,304             |
| 2013年（平成25年） | 9,305             |
| 2014年（平成26年） | 9,333             |
| 2015年（平成27年） | 9,425             |
| 2016年（平成28年） | 9,475             |
| 2017年（平成29年） | 9,490             |

## 相鄰車站
京成電鐵
 松戶線
八柱（KS84）－常盤平（KS83）－五香（KS82）

## 外部連結
- 常盤平｜電車與車站資訊｜京成電鐵